# 羽澤橫濱國大站
羽澤橫濱國大站（日语：／ Hazawa Yokohama-Kokudai eki */?）是一個位於神奈川縣橫濱市神奈川區羽澤南二丁目，屬於相模鐵道相鐵新橫濱線的鐵路車站。車站編號是SO51。

## 歷史
- 2017年（平成29年）12月11日：相模鐵道決定站名為「羽澤橫濱國大站」（此時連路線名都是臨時名稱）。站名來自其位於羽澤地區，以及車站旁邊的橫濱國立大學[2]。
- 2019年度（令和元年）11月30日：伴隨相鐵、JR直通線開業而開業[2]。
- 2023年度（令和4年）3月18日：此站起往新橫濱站方向的相鐵、東急直通線開業[2]。

### 建設情況
相鐵本線西谷站起建設一條地下聯絡線至此站，容許JR與相鐵互相直通運行的事業計劃（相鐵、JR直通線），當初預定以2015年開業為目標而興建。但是，事實證明與貨物線的接續需要時間，開業被迫延遲至2018年度內。同時在2016年8月宣佈在2019年度下半年（2019年10月-2020年3月）開業。相鐵、JR直通線開業後預定以此站作為相鐵與JR東日本車費計算上的邊界。
然而此站還有與東急電鐵（東急）東橫線、目黑線日吉站以聯絡線互通的計劃，東急計劃與更前面的都營地下鐵三田線與相鐵互相直通運行進行事業計劃（相鐵、東急直通線）。如果成真，將大大方便鐵道不便地域的羽澤地域。雖然如此，當初預定的2019年度也延期至2022年度下半年（2022年10月-2023年3月）開業。

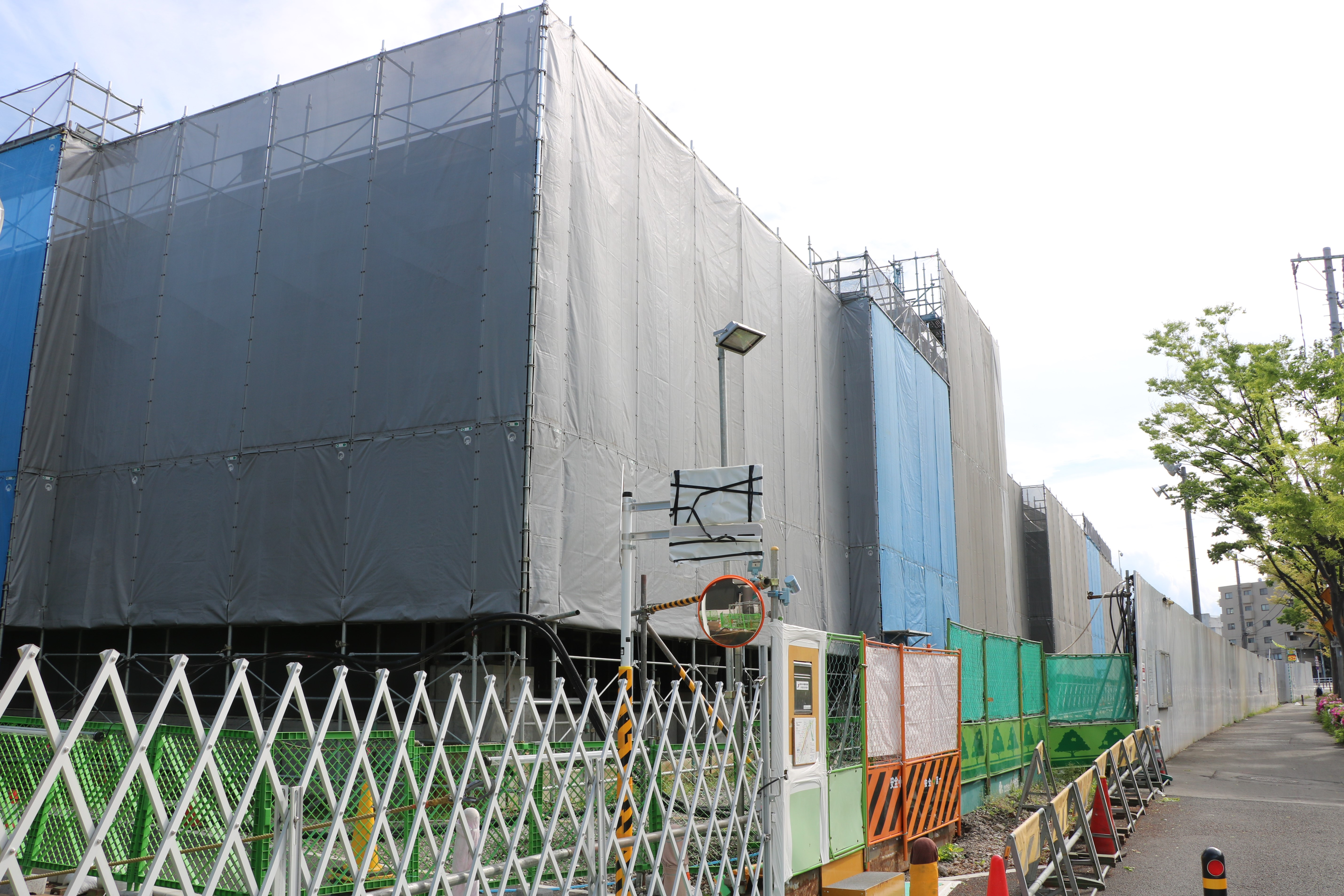
建設中的外觀（2018年4月）

## 車站結構
月台設於地下，為對向式月台2面2線。月台東側（東京方向）是JR直通線與東急直通線的分岔點，JR直通線與之前的東海道貨物線合流。
| 月台 | 路線                    | 方向                                                         | 備註                                    |
| ---- | ----------------------- | ------------------------------------------------------------ | --------------------------------------- |
| 1    | 相鐵新橫濱線            | 大和、海老名、湘南台（經二俁川轉車）、橫濱（經西谷轉車）方向 | 早上部分從本站開出的列車會從2號月台開出 |
| 2    | 埼京線直通 相鐵新橫濱線 | 武藏小杉、澀谷、新宿、赤羽、大宮、川越方向 新橫濱方向        |                                         |

（來源：相鐵:構內圖PDF）、（來源：JR東日本:車站構內圖 （页面存档备份，存于））

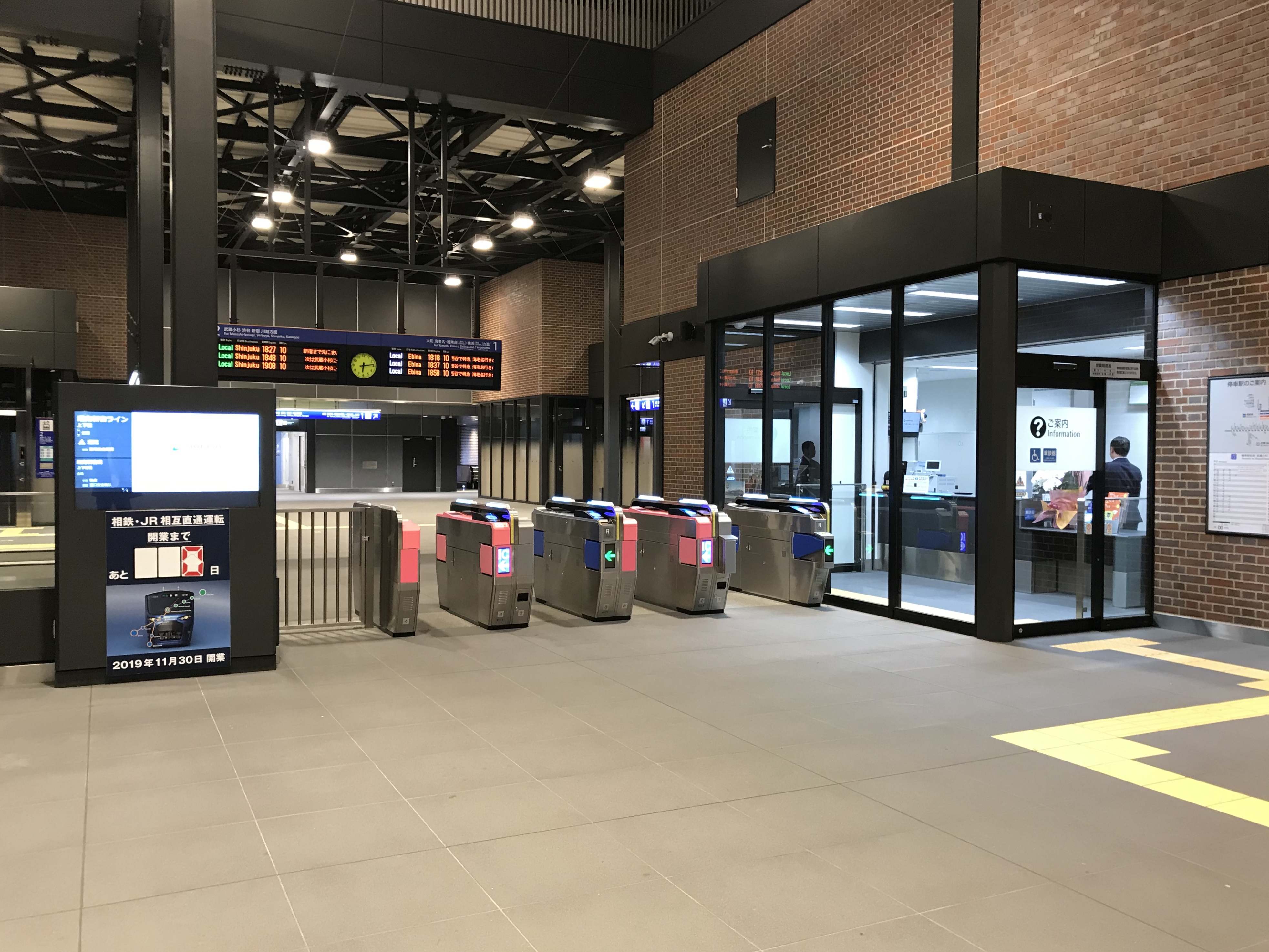
检票口（2019年12月21日）
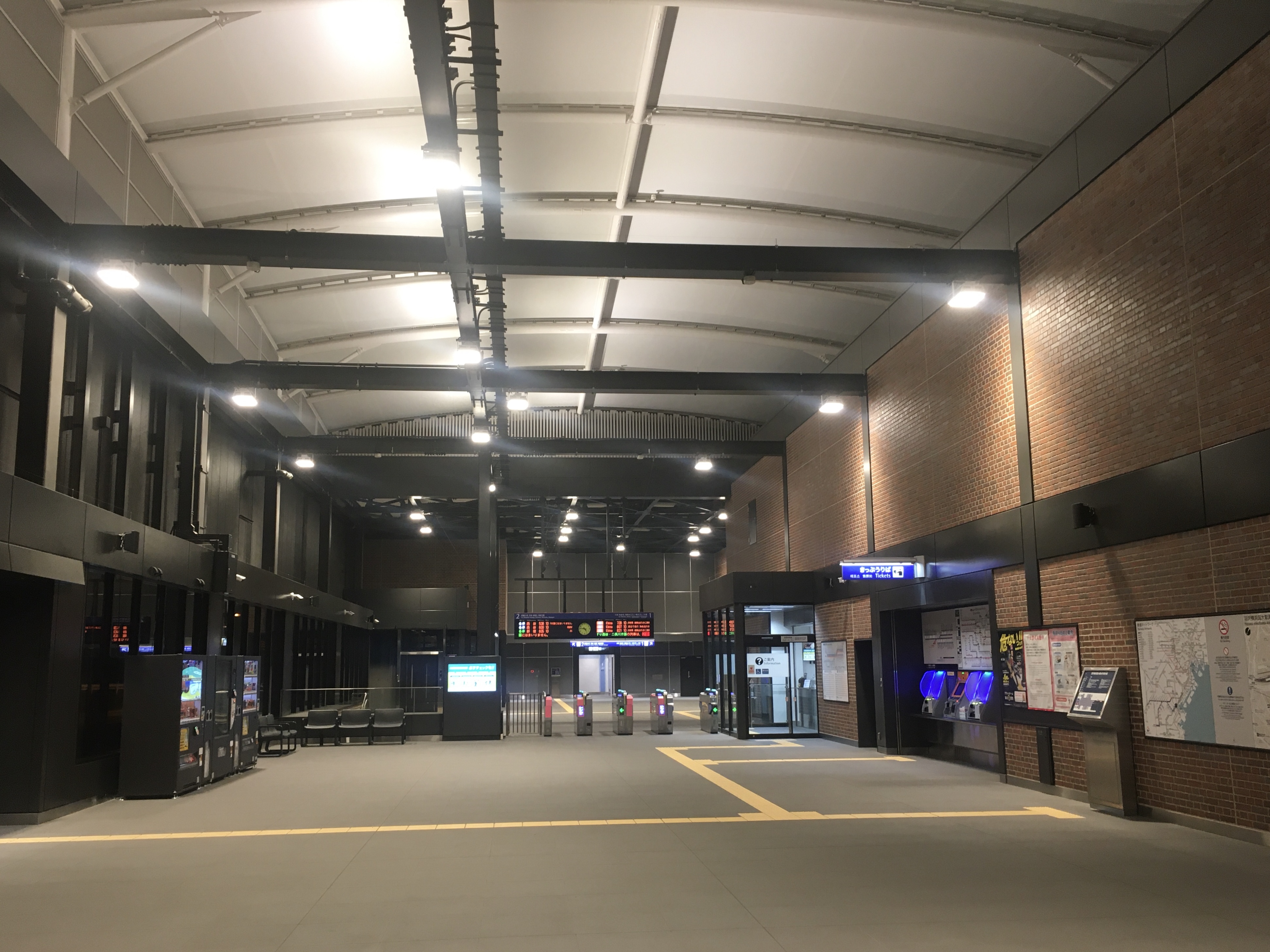
从检票外拍摄中央大厅 （2020年2月7日）
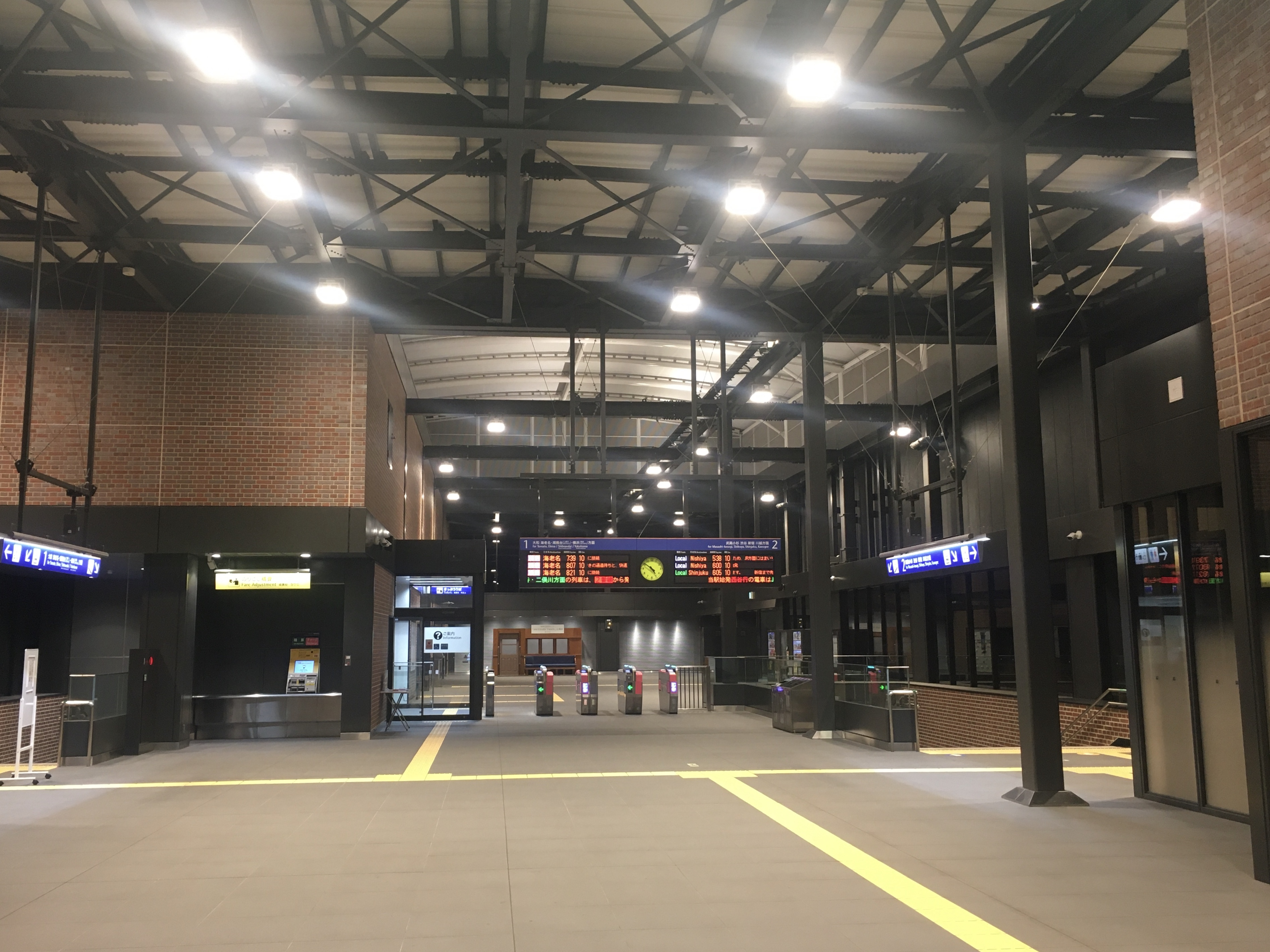
从检票口内拍摄中央大厅 （2020年2月7日）
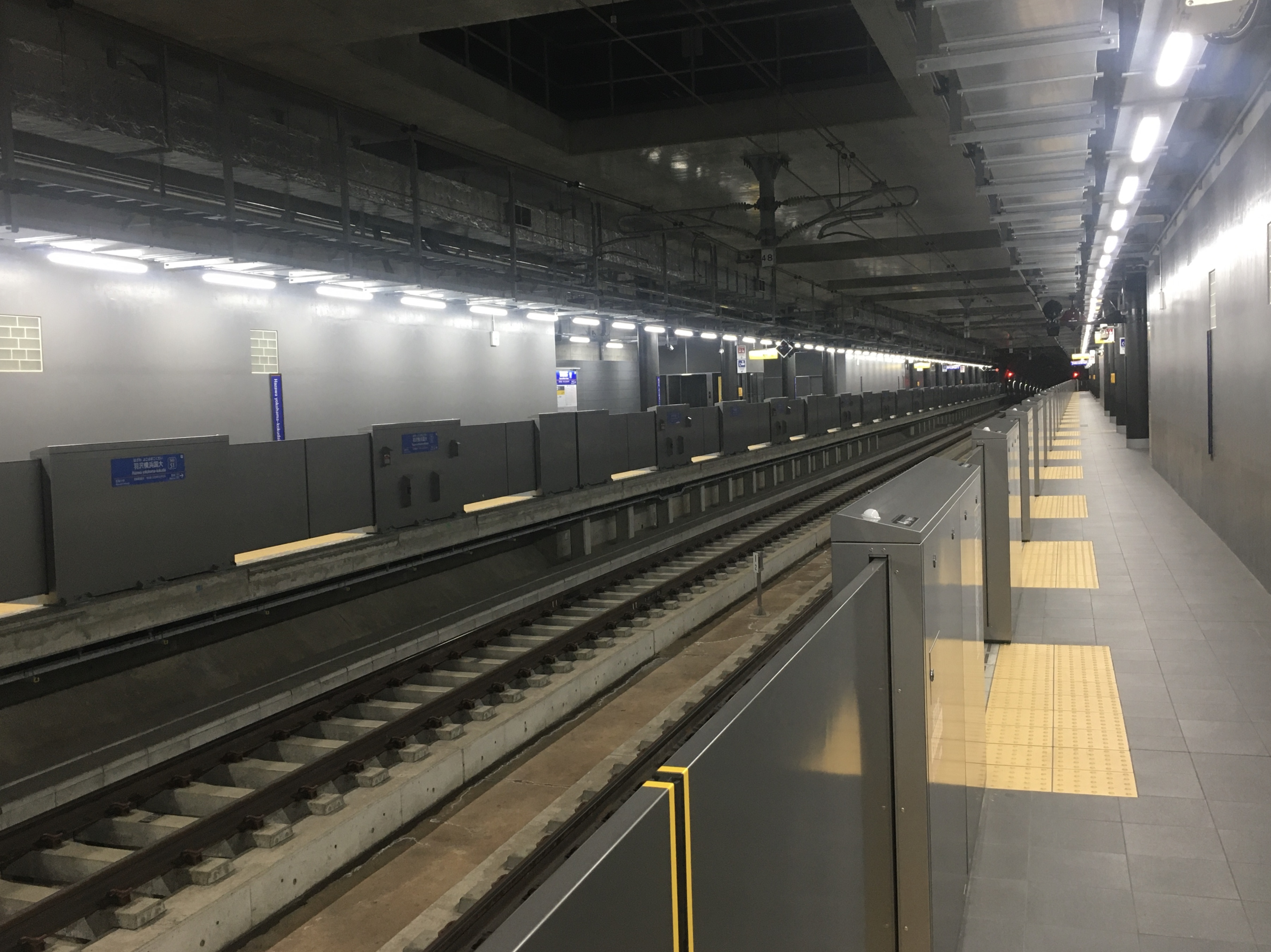
月台（2020年2月7日）
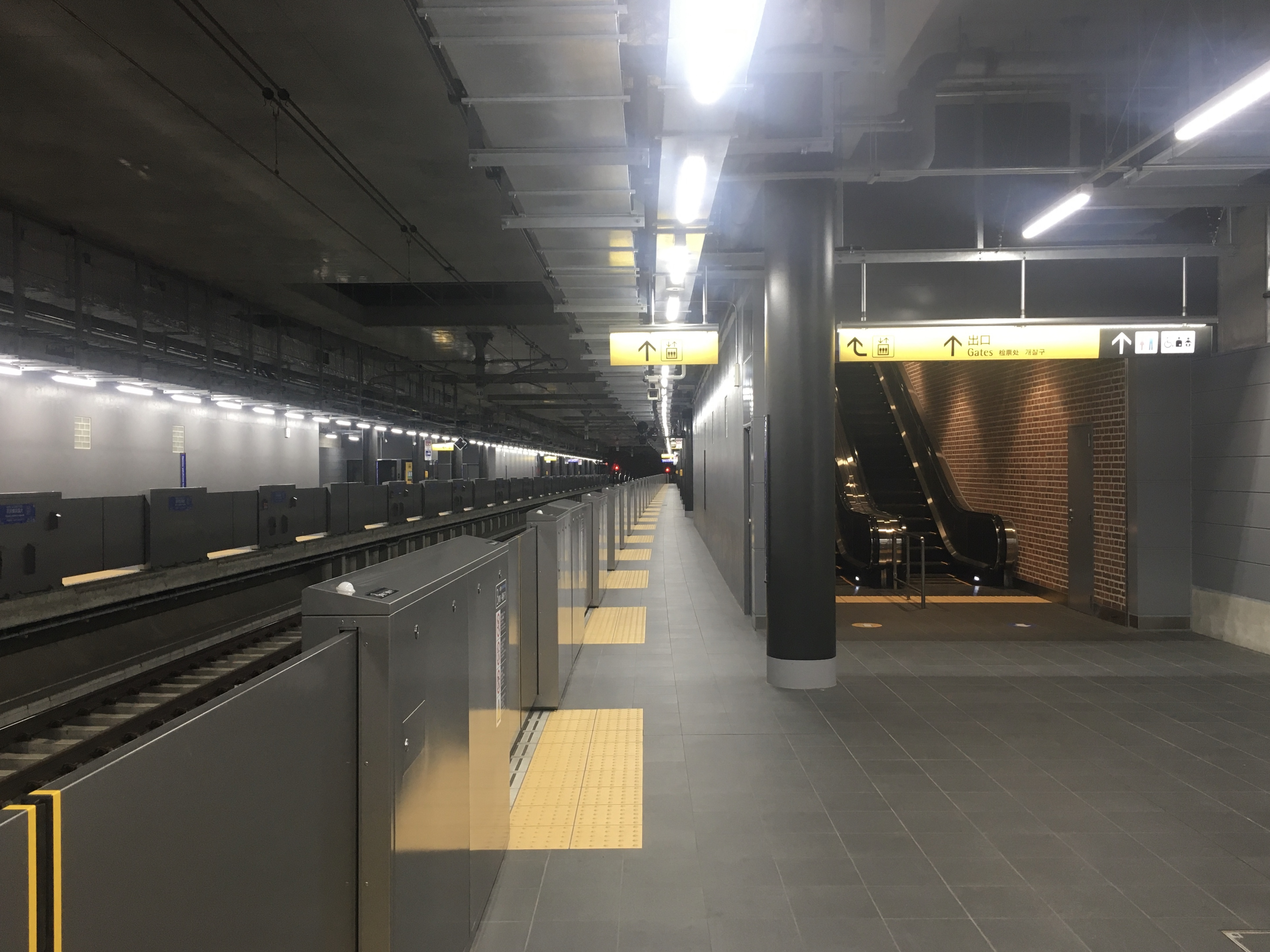
月台（2020年2月7日）
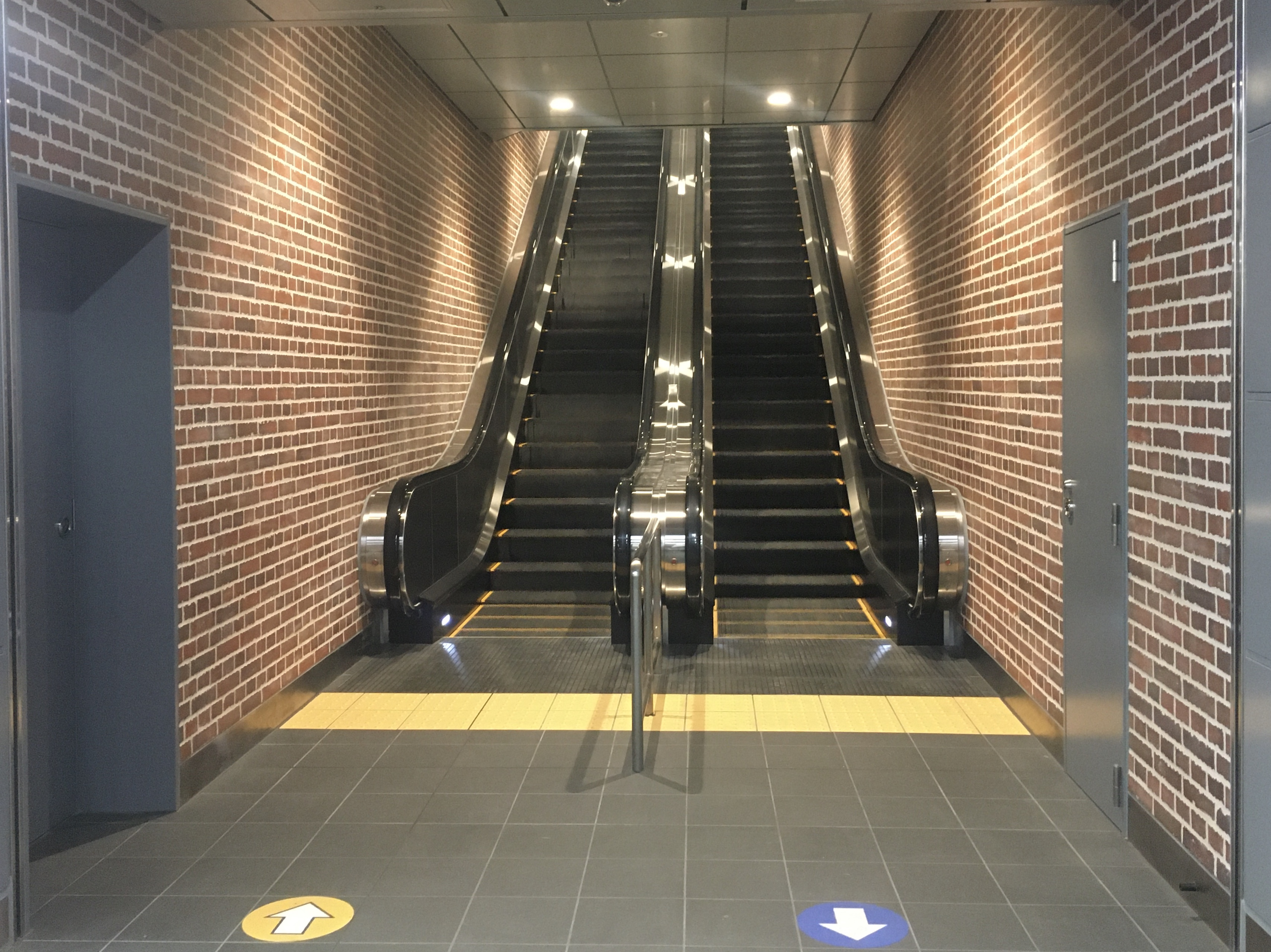
从站台拍摄到检票楼的自动扶梯（2020年2月7日）

## 使用情況
- 相模鐵道 - 2019年度1日平均上下車人次為25,421人。
不包括JR線起的直通人次數值。
- JR東日本 - 2019年度1日平均上車人次為12,681人[利用客数 1]。
不包括相鐵線起的直通人次數值。

### 各年度1日平均上下車人次
開業後的1日平均上下車人次推移如下表。
| 年度               | 相模鐵道           | 相模鐵道 |
| 年度               | 1日平均 上下車人次 | 增長率   |
| ------------------ | ------------------ | -------- |
| 2019年（令和元年） | 25,421             |          |

### 各年度1日平均上車人次
開業後1日平均上車人次推移如下表。
| 年度               | 相模鐵道 | JR東日本 | 來源 |
| ------------------ | -------- | -------- | ---- |
| 2019年（令和元年） | 12,017   | 12,681   |      |

備註
1. 1 2  2019年11月30日開業。開業日起至翌年3月31日為止合計123日間集計資料。

## 相鄰車站
東日本旅客鐵道（JR東日本）
 相鐵線直通 （東海道貨物線）
■■特急、■■各站停車（全部都位於JR線內、至新宿站為止各站停車）
武藏小杉（JS 15）－羽澤橫濱國大（SO51）－（相鐵新橫濱線）
相模鐵道
 相鐵新橫濱線
新橫濱（SO52）－羽澤橫濱國大（SO51）－西谷（SO08）

### 使用情況
JR、私鐵1日平均使用人數
1. ↑  各駅の乗車人員 （页面存档备份，存于） - JR東日本

JR東日本2019年度以後上車人次
1. ↑  各駅の乗車人員（2019年度） （页面存档备份，存于） - JR東日本

JR、私鐵統計資料
1. ↑  レポート （页面存档备份，存于） - 関東交通広告協議会
2. 1 2  横浜市統計書 （页面存档备份，存于） - 横浜市
3. ↑  神奈川県勢要覧 （页面存档备份，存于） - 神奈川県

## 外部連結
- 羽澤橫濱國大站 （页面存档备份，存于） - 相模鐵道
- 車站資訊（羽澤橫濱國大）：東日本旅客鐵道